# Campionato mondiale di hockey su ghiaccio Under-18 2004
Il 6º Campionato mondiale di hockey su ghiaccio U-18 è stato assegnato dall'International Ice Hockey Federation alla Bielorussia, che lo ha ospitato nella capitale Minsk nel periodo tra l'8 e il 18 aprile 2004. Le partite si sono disputate in due diversi palazzetti, il Palazzetto dello sport, impianto da 3.311 posti a sedere, ed il Palazzetto del ghiaccio, capace di ospitare 1.823 spettatori. Nella finale la Russia si è aggiudicata il secondo titolo sconfiggendo gli Stati Uniti con il punteggio di 3-2. Al terzo posto invece è giunta la Rep. Ceca, che ha avuto la meglio sul Canada per 3-2.

## Campionato di gruppo A

### Partecipanti
Al torneo prendono parte 10 squadre:
| 8 dall'Europa     | Bielorussia | Danimarca   |
| 8 dall'Europa     | Finlandia   | Germania    |
| 8 dall'Europa     | Rep. Ceca   | Russia      |
| 8 dall'Europa     | Slovacchia  | Svezia      |
| 2 dal Nordamerica | Canada      | Stati Uniti |

### Gironi preliminari
Le dieci squadre partecipanti sono state divise in due gironi da 5 cinque squadre ciascuno: le compagini che si classificano al primo posto nel rispettivo girone si qualificano direttamente alle semifinali. La seconda e la terza classifica di ciascun raggruppamento disputano invece i quarti di finale. La quarta e la quinta giocano infine un ulteriore girone al termine del quale le ultime due classificate vengono retrocesse in Prima Divisione.

#### Girone A
| Minsk 8 aprile 2004, ore 15:00 UTC+3 | Danimarca | 2 – 5 (0-0; 1-3; 1-2) referto | Stati Uniti | Palazzetto dello sport (1.200 spett.) |

| Minsk 8 aprile 2004, ore 19:00 UTC+3 | Svezia | 0 – 5 (0-1; 0-1; 0-3) referto | Canada | Palazzetto dello sport (3.400 spett.) |

| Minsk 9 aprile 2004, ore 19:00 UTC+3 | Bielorussia | 1 – 4 (0-1; 1-2; 0-1) referto | Danimarca | Palazzetto dello sport (3.500 spett.) |

| Minsk 10 aprile 2004, ore 15:00 UTC+3 | Stati Uniti | 6 – 2 (3-0; 3-1; 0-1) referto | Svezia | Palazzetto dello sport (3.000 spett.) |

| Minsk 10 aprile 2004, ore 19:00 UTC+3 | Canada | 7 – 2 (3-1; 2-1; 2-0) referto | Bielorussia | Palazzetto dello sport (3.500 spett.) |

| Minsk 11 aprile 2004, ore 17:00 UTC+3 | Danimarca | 1 – 2 (1-1; 0-1; 0-0) referto | Canada | Palazzetto dello sport (3.150 spett.) |

| Minsk 12 aprile 2004, ore 15:00 UTC+3 | Svezia | 2 – 1 (0-0; 1-0; 1-1) referto | Danimarca | Palazzetto dello sport (2.800 spett.) |

| Minsk 12 aprile 2004, ore 19:00 UTC+3 | Stati Uniti | 9 – 0 (2-0; 4-0; 3-0) referto | Bielorussia | Palazzetto dello sport (3.500 spett.) |

| Minsk 13 aprile 2004, ore 15:00 UTC+3 | Canada | 1 – 2 (0-0; 1-0; 0-2) referto | Stati Uniti | Palazzetto dello sport (3.200 spett.) |

| Minsk 13 aprile 2004, ore 19:00 UTC+3 | Bielorussia | 0 – 4 (0-1; 1-0; 0-2) referto | Svezia | Palazzetto dello sport (3.500 spett.) |

| Pos. |             | PG | V | N | P | GF | GS | DR  | Pt | Accede a             |
| 1.   | Stati Uniti | 4  | 4 | 0 | 0 | 22 | 5  | +17 | 8  | Semifinali           |
| 2.   | Canada      | 4  | 3 | 0 | 1 | 15 | 5  | +10 | 6  | Quarti di finale     |
| 3.   | Svezia      | 4  | 2 | 0 | 2 | 8  | 12 | -4  | 4  | Quarti di finale     |
| 4.   | Danimarca   | 4  | 1 | 0 | 3 | 8  | 10 | -2  | 2  | Girone Retrocessione |
| 5.   | Bielorussia | 4  | 0 | 0 | 4 | 3  | 24 | -21 | 0  | Girone Retrocessione |

#### Girone B
| Minsk 8 aprile 2004, ore 15:00 UTC+3 | Norvegia | 4 – 8 (1-2; 1-3; 2-3) referto | Russia | Palazzetto del ghiaccio (1.400 spett.) |

| Minsk 8 aprile 2004, ore 19:00 UTC+3 | Rep. Ceca | 1 – 1 (0-0; 1-0; 0-1) referto | Slovacchia | Palazzetto del ghiaccio (1.400 spett.) |

| Minsk 9 aprile 2004, ore 15:00 UTC+3 | Finlandia | 9 – 0 (1-0; 4-0; 4-0) referto | Norvegia | Palazzetto del ghiaccio (1.750 spett.) |

| Minsk 10 aprile 2004, ore 15:00 UTC+3 | Russia | 1 – 1 (0-0; 1-0; 0-1) referto | Rep. Ceca | Palazzetto del ghiaccio (1.800 spett.) |

| Minsk 10 aprile 2004, ore 19:00 UTC+3 | Slovacchia | 2 – 2 (0-1; 1-1; 1-0) referto | Finlandia | Palazzetto del ghiaccio (1.100 spett.) |

| Minsk 11 aprile 2004, ore 15:00 UTC+3 | Norvegia | 2 – 8 (0-2; 1-2; 1-4) referto | Slovacchia | Palazzetto del ghiaccio (1.800 spett.) |

| Minsk 12 aprile 2004, ore 15:00 UTC+3 | Rep. Ceca | 7 – 0 (4-0; 1-0; 2-0) referto | Norvegia | Palazzetto del ghiaccio (1.600 spett.) |

| Minsk 12 aprile 2004, ore 19:00 UTC+3 | Russia | 5 – 2 (2-0; 0-1; 3-1) referto | Finlandia | Palazzetto del ghiaccio (2.000 spett.) |

| Minsk 13 aprile 2004, ore 15:00 UTC+3 | Finlandia | 1 – 1 (1-0; 0-0; 0-1) referto | Rep. Ceca | Palazzetto del ghiaccio (1.700 spett.) |

| Minsk 13 aprile 2004, ore 19:00 UTC+3 | Slovacchia | 2 – 2 (2-0; 0-1; 0-1) referto | Russia | Palazzetto del ghiaccio (1.750 spett.) |

| Pos. |            | PG | V | N | P | GF | GS | DR  | Pt | Accede a             |
| 1.   | Russia     | 4  | 2 | 2 | 0 | 16 | 9  | +7  | 6  | Semifinali           |
| 2.   | Rep. Ceca  | 4  | 1 | 3 | 0 | 10 | 3  | +7  | 5  | Quarti di finale     |
| 3.   | Slovacchia | 4  | 1 | 3 | 0 | 13 | 7  | +6  | 5  | Quarti di finale     |
| 4.   | Finlandia  | 4  | 1 | 2 | 1 | 14 | 8  | +6  | 4  | Girone Retrocessione |
| 5.   | Norvegia   | 4  | 0 | 0 | 4 | 6  | 32 | -26 | 0  | Girone Retrocessione |

### Girone per non retrocedere
Le ultime due classificate di ogni raggruppamento si sfidano in un girone all'italiana di sola andata. Le prime due classificate guadagnano la permanenza nel Gruppo A, mentre le ultime vengono retrocesse in Prima Divisione. Le sfide tra squadre provenienti dallo stesso girone si disputano, ma tutte le squadre ereditano i punti e la differenza reti delle partite precedentemente giocate. Pertanto Danimarca e Finlandia partono da 2 punti in virtù delle vittorie rispettivamente su Bielorussia e Norvegia.
| Minsk 15 aprile 2004, ore 15:00 UTC+3 | Danimarca | 7 – 4 (3-1; 0-1; 4-2) referto | Norvegia | Palazzetto del ghiaccio (1.500 spett.) |

| Minsk 15 aprile 2004, ore 19:00 UTC+3 | Finlandia | 5 – 2 (2-1; 2-0; 1-1) referto | Bielorussia | Palazzetto del ghiaccio (1.600 spett.) |

| Minsk 16 aprile 2004, ore 15:00 UTC+3 | Danimarca | 1 – 4 (1-2; 0-1; 0-1) referto | Finlandia | Palazzetto del ghiaccio (1.600 spett.) |

| Minsk 16 aprile 2004, ore 19:00 UTC+3 | Bielorussia | 4 – 3 (0-1; 1-1; 3-1) referto | Norvegia | Palazzetto del ghiaccio (1.500 spett.) |

| Pos. |             | PG | V | N | P | GF | GS | DR  | Pt |
| 1.   | Finlandia   | 3  | 3 | 0 | 0 | 18 | 3  | +15 | 6  |
| 2.   | Danimarca   | 3  | 2 | 0 | 1 | 12 | 9  | +3  | 4  |
| 3.   | Bielorussia | 3  | 1 | 0 | 2 | 7  | 12 | -5  | 2  |
| 4.   | Norvegia    | 3  | 0 | 0 | 3 | 7  | 20 | -13 | 0  |

### Fase ad eliminazione diretta
|  | Quarti di finale | Quarti di finale | Quarti di finale |  |  | Semifinali | Semifinali  | Semifinali |  |  | Finali          | Finali          | Finali          |
|  |                  |                  |                  |  |  |            |             |            |  |  |                 |                 |                 |
|  |                  |                  |                  |  |  | A1         | Stati Uniti | 3          |  |  |                 |                 |                 |
|  | B2               | Rep. Ceca        | 5                |  |  | B2         | Rep. Ceca   | 2          |  |  |                 |                 |                 |
|  | A3               | Svezia           | 1                |  |  |            |             |            |  |  | A1              | Stati Uniti     | 2               |
|  |                  |                  |                  |  |  |            |             |            |  |  | B1              | Russia          | 3               |
|  |                  |                  |                  |  |  | B1         | Russia      | 5          |  |  |                 |                 |                 |
|  | A2               | Canada           | 3                |  |  | A2         | Canada      | 2          |  |  | Finale 3° posto | Finale 3° posto | Finale 3° posto |
|  | B3               | Slovacchia       | 1                |  |  |            |             |            |  |  | A2              | Canada          | 1               |
|  |                  |                  |                  |  |  |            |             |            |  |  | B2              | Rep. Ceca       | 3               |

#### Quarti di finale
| Minsk 15 aprile 2004, ore 15:00 UTC+3 | Canada | 3 – 1 (2-0; 0-1; 1-0) referto | Slovacchia | Palazzetto dello sport (3.200 spett.) |

| Minsk 15 aprile 2004, ore 19:00 UTC+3 | Rep. Ceca | 5 – 1 (1-1; 2-0; 2-0) referto | Svezia | Palazzetto dello sport (3.300 spett.) |

#### Semifinali
| Minsk 16 aprile 2004, ore 15:00 UTC+3 | Stati Uniti | 3 – 2 (1-0; 2-2; 0-0) referto | Rep. Ceca | Palazzetto dello sport (3.400 spett.) |

| Minsk 16 aprile 2004, ore 19:00 UTC+3 | Russia | 5 – 2 (3-1; 1-0; 1-1) referto | Canada | Palazzetto dello sport (3.500 spett.) |

#### Finale per il 5º posto
| Minsk 17 aprile 2004, ore 15:00 UTC+3 | Slovacchia | 4 – 5 (2-2; 1-2; 1-1) referto | Svezia | Palazzetto dello sport (3.000 spett.) |

#### Finale per il 3º posto
| Minsk 18 aprile 2004, ore 13:00 UTC+3 | Rep. Ceca | 3 – 2 (1-0; 1-2; 1-0) referto | Canada | Palazzetto dello sport (3.500 spett.) |

#### Finale
| Minsk 18 aprile 2004, ore 17:00 UTC+3 | Stati Uniti | 2 – 3 (1-0; 0-1; 1-2) referto | Russia | Palazzetto dello sport (3.500 spett.) |

### Classifica marcatori
| Giocatore          | PG | G | A | Pt | +/- | MP |
| ------------------ | -- | - | - | -- | --- | -- |
| Lauri Korpikoski   | 6  | 5 | 6 | 11 | +7  | 2  |
| Petteri Nokelainen | 6  | 5 | 6 | 11 | +5  | 16 |
| Lauri Tukonen      | 6  | 5 | 6 | 11 | +7  | 10 |
| Roman Vološenko    | 6  | 5 | 6 | 11 | +6  | 18 |
| Phil Kessel        | 6  | 7 | 3 | 10 | +3  | 6  |
| Peter Regin        | 6  | 5 | 4 | 9  | +6  | 0  |
| Roman Tománek      | 6  | 7 | 1 | 8  | +6  | 6  |
| Evgenij Malkin     | 6  | 4 | 4 | 8  | +4  | 31 |
| Marek Zagrapan     | 6  | 4 | 4 | 8  | +9  | 8  |
| Morten Madsen      | 6  | 3 | 5 | 8  | +5  | 2  |

### Classifica portieri
| Giocatore      | Min    | TC  | GS | SO | MGS  | Sv%   |
| -------------- | ------ | --- | -- | -- | ---- | ----- |
| Marek Schwarz  | 419:21 | 148 | 9  | 1  | 1.29 | 93.92 |
| Cory Schneider | 350:31 | 141 | 10 | 1  | 1.71 | 92.91 |
| Tuukka Rask    | 298:42 | 110 | 8  | 1  | 1.61 | 92.79 |
| Devan Dubnyk   | 356:50 | 145 | 12 | 1  | 2.02 | 91.72 |
| Anton Chudobin | 360:22 | 152 | 13 | 0  | 2.17 | 91.45 |

### Classifica finale
| Pos | Squadra     |
| --- | ----------- |
| 1   | Russia      |
| 2   | Stati Uniti |
| 3   | Rep. Ceca   |
| 4   | Canada      |
| 5   | Svezia      |
| 6   | Slovacchia  |
| 7   | Finlandia   |
| 8   | Danimarca   |
| 9   | Bielorussia |
| 10  | Norvegia    |

| Promosse nel Gruppo A:         | Svizzera    | Germania |
| Retrocesse in Prima divisione: | Bielorussia | Norvegia |

#### Riconoscimenti
Riconoscimenti individuali
| Premio             | Giocatore      |
| ------------------ | -------------- |
| Miglior portiere   | Marek Schwarz  |
| Miglior difensore  | Zach Jones     |
| Miglior attaccante | Evgenij Malkin |

All-Star Team
| Attacco:  | Liam Reddox – Evgenij Malkin – Phil Kessel |
| Difesa:   | Andy Rogers – Ladislav Šmíd                |
| Portiere: | Anton Chudobin                             |

## Prima Divisione
Il Campionato di Prima Divisione si è svolto in due gironi all'italiana. Il Gruppo A ha giocato ad Amstetten, in Austria, fra il 27 marzo e il 2 aprile 2004. Il Gruppo B ha giocato ad Asiago, in Italia, fra il 29 marzo e il 4 aprile 2004:

### Gruppo A
| Pos. |          | PG | V | N | P | GF | GS | DR  | Pt |
| 1.   | Svizzera | 5  | 5 | 0 | 0 | 35 | 10 | +25 | 10 |
| 2.   | Slovenia | 5  | 3 | 1 | 1 | 20 | 13 | +7  | 7  |
| 3.   | Austria  | 5  | 3 | 0 | 2 | 21 | 18 | +3  | 6  |
| 4.   | Lettonia | 5  | 2 | 1 | 2 | 27 | 17 | +10 | 5  |
| 5.   | Polonia  | 5  | 0 | 1 | 4 | 12 | 20 | -8  | 1  |
| 6.   | Romania  | 5  | 0 | 1 | 4 | 5  | 42 | -37 | 1  |

### Gruppo B
| Pos. |               | PG | V | N | P | GF | GS | DR  | Pt |
| 1.   | Germania      | 5  | 5 | 0 | 0 | 38 | 12 | +26 | 10 |
| 2.   | Giappone      | 5  | 4 | 0 | 1 | 14 | 14 | 0   | 8  |
| 3.   | Italia        | 5  | 2 | 1 | 2 | 14 | 16 | -2  | 5  |
| 4.   | Kazakistan    | 5  | 1 | 1 | 3 | 12 | 19 | -7  | 3  |
| 5.   | Francia       | 5  | 1 | 1 | 3 | 14 | 13 | +1  | 3  |
| 6.   | Corea del Sud | 5  | 0 | 1 | 4 | 8  | 26 | -18 | 1  |

| Promosse nel Gruppo A:           | Rep. Ceca | Germania      |
| Retrocesse in Seconda Divisione: | Romania   | Corea del Sud |

## Seconda Divisione
Il Campionato di Seconda Divisione si è svolto in due gironi all'italiana. Il Gruppo A ha giocato a Debrecen, in Ungheria, fra il 28 marzo e il 4 aprile 2004. Il Gruppo B ha giocato ad Elektrėnai e a Kaunas, in Lituania, fra il 1° e il 7 marzo 2004:

### Gruppo A
| Pos. |             | PG | V | N | P | GF | GS | DR  | Pt |
| 1.   | Ucraina     | 5  | 5 | 0 | 0 | 62 | 7  | +55 | 10 |
| 2.   | Ungheria    | 5  | 3 | 1 | 1 | 41 | 18 | +23 | 7  |
| 3.   | Paesi Bassi | 5  | 3 | 1 | 1 | 41 | 24 | +17 | 7  |
| 4.   | Spagna      | 5  | 1 | 1 | 3 | 21 | 36 | -15 | 3  |
| 5.   | Islanda     | 5  | 1 | 0 | 4 | 14 | 57 | -43 | 2  |
| 6.   | Belgio      | 5  | 0 | 1 | 4 | 12 | 49 | -37 | 1  |

### Gruppo B
| Pos. |                     | PG | V | N | P | GF | GS | DR  | Pt |
| 1.   | Regno Unito         | 5  | 5 | 0 | 0 | 30 | 6  | +24 | 10 |
| 2.   | Estonia             | 5  | 4 | 0 | 1 | 35 | 6  | +29 | 8  |
| 3.   | Croazia             | 5  | 3 | 0 | 2 | 17 | 14 | +3  | 6  |
| 4.   | Lituania            | 5  | 1 | 1 | 3 | 10 | 15 | -5  | 3  |
| 5.   | Serbia e Montenegro | 5  | 1 | 0 | 4 | 12 | 26 | -14 | 2  |
| 6.   | Australia           | 5  | 0 | 1 | 4 | 5  | 42 | -37 | 1  |

| Promosse in Prima Divisione:   | Ucraina | Regno Unito |
| Retrocesse in Terza Divisione: | Belgio  | Australia   |

## Terza Divisione
Il Campionato di Terza Divisione si è svolto in un unico girone all'italiana a Sofia, in Bulgaria, fra il 6 e il 14 marzo 2004.
| Pos. |                      | PG | V | N | P | GF | GS | DR  | Pt |
| 1.   | Messico              | 6  | 6 | 0 | 0 | 41 | 4  | +37 | 12 |
| 2.   | Sudafrica            | 6  | 4 | 1 | 1 | 40 | 11 | +29 | 9  |
| 3.   | Nuova Zelanda        | 6  | 4 | 1 | 1 | 28 | 6  | +22 | 9  |
| 4.   | Bulgaria             | 6  | 3 | 0 | 2 | 22 | 22 | 0   | 6  |
| 5.   | Israele              | 6  | 2 | 0 | 3 | 15 | 28 | -13 | 4  |
| 6.   | Turchia              | 6  | 1 | 0 | 5 | 12 | 40 | -28 | 2  |
| 7.   | Bosnia ed Erzegovina | 6  | 0 | 0 | 6 | 7  | 54 | -47 | 0  |

| Promosse in Seconda Divisione:      | Messico | Sudafrica |
| Retrocesse dalla Seconda Divisione: | Belgio  | Australia |